# Reichsforschungssiedlung Haselhorst

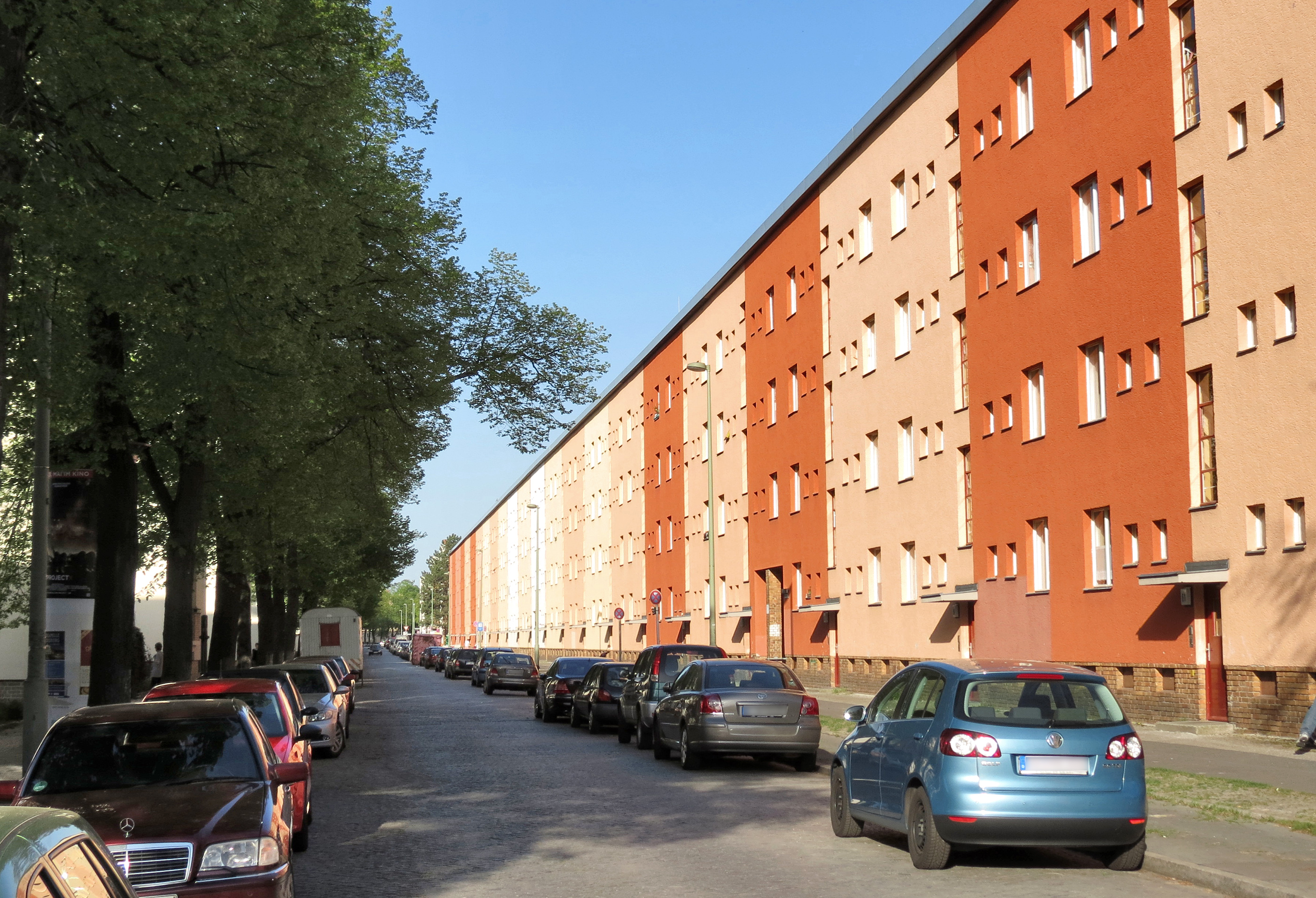
Vista di alcuni edifici

La Reichsforschungssiedlung Haselhorst (letteralmente: "insediamento sperimentale del Reich di Haselhorst") è un complesso residenziale di Berlino, sito nell'omonimo quartiere.
Fu costruito negli anni della Repubblica di Weimar allo scopo di sperimentare nuove tecniche edilizie che rendessero più economica la costruzione di abitazioni di massa; in considerazione della sua importanza, è posto sotto tutela monumentale (Denkmalschutz).

## Storia
Nel 1928 la Reichsforschungsgesellschaft für Wirtschaftlichkeit im Wohnungswesen (RFG, letteralmente "società di ricerca del Reich per l'economizzazione dell'edilizia residenziale") bandì un concorso per la progettazione di un nuovo complesso residenziale di 3000 appartamenti alla periferia nord-ovest di Berlino, allo scopo di sperimentare nuove tecniche che rendessero più economica la costruzione di abitazioni popolari.
La giuria, che comprendeva fra gli altri Otto Bartning, Martin Wagner, Ernst May e Fritz Schumacher, premiò il progetto presentato da Walter Gropius e Stefan Fischer, che prevedeva un'edificazione a stecche parallele, con altezze differenziate da 2 a 12 piani.
Nonostante le intenzioni iniziali, tuttavia, il progetto di Gropius e Fischer non venne realizzato; anzi, nel 1930 la RFG venne sciolta, e il complesso venne costruito secondo un progetto meno sperimentale elaborato da Fred Forbát, Paul Emmerich e Paul Mebes. La costruzione iniziò nel 1931 e si concluse l'anno successivo.

## Caratteristiche
Il complesso è costituito da una serie di edifici a stecca con orientamento nord-sud, che affiancati a corpi trasversali racchiudono delle corti sistemate a giardino.
Gli edifici vennero progettati nello stile moderno detto Neues Bauen; la disposizione e l'aspetto dei balconi vennero studiati con l'obiettivo di vivacizzare l'aspetto delle facciate.

### Fonti
- Lorenzo Spagnoli, Berlino. XIX e XX secolo, Bologna, Zanichelli, 1993,  p. 66, ISBN 88-08-14174-8.
- (DE) AA.VV., Architekturführer Berlin, 6ª ed., Berlino, Dietrich Reimer Verlag, 2001,  p. 392, ISBN 3-496-01211-0.
- (DE) Rolf Rave e Hans-Joachim Knöfel, Bauen seit 1900 in Berlin, Berlino (Ovest), Kiepert, 1968,  scheda 200, ISBN non esistente, IDN 457887206.

### Testi di approfondimento
- (DE) Michael Bienert, Moderne Baukunst in Haselhorst, 2ª ed., Berlin Story Verlag, 2015, ISBN 978-3-95723-050-8.